# Retour à Montauk
Pour plus de détails, voir Fiche technique et Distribution.
Retour à Montauk (Rückkehr nach Montauk) est un film dramatique allemand écrit et réalisé par Volker Schlöndorff et sorti en 2017.

## Synopsis
L'écrivain Max Zorn se rend à New York où vit sa compagne Clara pour promouvoir son dernier roman qui raconte la passion amoureuse qu'il a eue autrefois dans cette ville avec une autre femme, Rebecca, originaire de l'Allemagne de l'Est. Max fait tout pour revoir Rebecca. Elle, devenue une riche avocate, se montre d'abord réticente. Elle consent finalement à passer du temps avec lui. Rebecca invite Max à venir avec elle un après-midi à Montauk, petit village tout au bout de Long Island dans lequel ils avaient séjourné vingt ans auparavant. L'histoire prend une tout autre tournure lorsqu'ils s'y retrouvent pour le week-end...

## Fiche technique
- Titre original : Rückkehr nach Montauk
- Titre français : Retour à Montauk
- Réalisation : Volker Schlöndorff
- Scénario : Volker Schlöndorff, Colm Tóibín, d'après le roman Montauk de Max Frisch
- Photographie : Jérôme Alméras
- Montage : Hervé Schneid
- Musique : Thomas Bartlett, Caoimhin O'Raghallaigh, Max Richter
- Pays d'origine : Allemagne
- Langue originale : anglais
- Format : couleur
- Genre : dramatique
- Durée : 106 minutes
- Dates de sortie :
  -  Allemagne : 15 février 2017 (Berlinale)

## Distribution
- Stellan Skarsgård : Max Zorn
- Nina Hoss : Rebecca
- Bronagh Gallagher : Rachel
- Niels Arestrup : Walter
- Robert Seeliger : Jonathan
- Susanne Wolff : Clara
- Rebecca Knox : Julia / Receptionist
- Isi Laborde-Edozien : Lindsey (comme Isioma Laborde-Edozien)
- Olga Lezhneva : Girl
- Erik Hansen : Radio Journalist
- Daniel Brunet : Designer
- Matthew Sanders : Mark McDonald
- Malcolm Adams : Roderick
- Ray Wiederhold : The Dooman
- Paul Bonin : Wally

## Récompenses et distinctions

### Sélections
- Berlinale 2017 : sélection officielle